# Norra Sandsjö distrikt
Norra Sandsjö distrikt är ett distrikt i Nässjö kommun och Jönköpings län. 
Distriktet ligger i sydöstra delen av kommun. 

## Tidigare administrativ tillhörighet
Distriktet inrättades 2016 och utgörs av socknen Norra Sandsjö i Nässjö kommun.
Området motsvarar den omfattning Norra Sandsjö församling hade vid årsskiftet 1999/2000 och fick 1974 i samband med en gränsjustering av kommungränsen mellan Nässjö kommun och Sävsjö kommun. Se Norra Sandsjö församling.